# Ленжини
Ленжини (пол. Łężyny) — село в Польщі, у гміні Новий Змигород Ясельського повіту Підкарпатського воєводства.
Населення — 894 особи (2011).
У 1975-1998 роках село належало до Кросненського воєводства.

## Демографія
Демографічна структура станом на 31 березня 2011 року:
|          | Загалом | Допрацездатний вік | Працездатний вік | Постпрацездатний вік |
| -------- | ------- | ------------------ | ---------------- | -------------------- |
| Чоловіки | 429     | 91                 | 283              | 55                   |
| Жінки    | 465     | 89                 | 266              | 110                  |
| Разом    | 894     | 180                | 549              | 165                  |